# Alan Ladd
Alan Walbridge Ladd (Hot Springs, Arkansas, 3 de setembre de 1913 - Palm Springs, Califòrnia, 29 de gener de 1964) fou un actor de cinema estatunidenc famós pel seu posat pacífic i la seva petita estatura que segons les fonts varia entre 5'5" a 5'9" (1.65 a 1.75 m), actualment la més accepada és de 5'6" (1.68 m). En gairebé totes les seves pel·lícules interpretava l'heroi o el noi dolent.

## Biografia
Ladd nasqué a Hot Springs (Arkansas) fill de pares immigrants anglesos, i morí a Palm Springs (Califòrnia) d'una sobredosi d'alcohol i sedants a l'edat de 50 anys.
Els primers treballs de Ladd consistiren en petites aparicions menors, com el paper d'un periodista en el clàssic d'Orson Welles Ciutadà Kane (1941). Malgrat les dificultats inicials, la persistència del seu agent, l'ex-actriu Sue Carol, ajudava l'actor a aconseguir més papers importants.
Després de divorciar-se de la seva primera muller, Ladd i Carol s'implicaven també romànticament i es casaren el 1942. Aquell mateix any l'actor tenia el seu primer gran èxit a les pantalles This Gun for Hire, en la qual feia el paper de l'assassí pagat, Corb.
La resposta a la pel·lícula fou tan favorable que Ladd instantàniament es convertí en una estrella. La seva parella a la pel·lícula, Veronica Lake, lligava tan bé amb Ladd (al ser tan menuda) que l'estudi els ajuntà en unes quantes produccions que foren extremadament populars com The Glass Key, La dàlia blava i Saigon.
El 1950 va protagonitzar Drum Beat i el 1953 es convertí definitivament en una gran estrella pel seu paper de pistoler amb un caràcter sincer i en conflicte emocional al western ja clàssic Arrels profundes. Actuava al costat de Jean Arthur i Van Heflin.
El 1954 protagonitzà (al costat de Peter Cushing i Patrick Troughton) El cavaller negre.
Ladd continuava fent pel·lícules, però el 29 de gener de 1964, de cop i volta i inesperadament moria a l'edat de 51 anys.
Ladd també treballà a la ràdio, sobresortint la sèrie Box 13 que estava en antena de 1948 a 1949 i era produïda per la mateixa companyia de Ladd, Mayfair Productions.
El seu fill Alan Ladd, Jr. es convertiria en productor de cinema. Un altre fill, David Ladd, es casaria amb l'estrella dels Angels de Charlie Cheryl Ladd. L'actriu Jordània Ladd és la seva neta.

## Filmografia

### Principals papers
- Tom Brown of Culver (1932)
- Once in a Lifetime (1932)
- Island of Lost Souls (1933)
- Saturday's Millions (1933)
- Pigskin Parade (1936)
- The Last Train from Madrid (1937)
- Souls at Sea (1937)
- All Over Town (1937)
- Hold 'Em Navy (1937)
- Així neix una fantasia (The Goldwyn Follies) (1938)
- Come On, Leathernecks! (1938)
- Freshman Year (1938)
- The Mysterious Miss X (1939)
- Hitler, Beast of Berlin (1939)
- Rulers of the Sea (1939)
- The Green Hornet (1940)
- Brother Rat and a Baby (1940)
- The Light of Western Stars (1940)
- In Old Missouri (1940)
- Gangs of Chicago (1940)
- Cross-Country Romance (1940)
- Those Were the Days! (1940)
- Captain Caution (1940)
- The Howards of Virginia (1940)
- Meet the Missus (1940)
- Victory (1940)
- Her First Romance (1940)
- Petticoat Politics (1941)
- Ciutadà Kane (Citizen Kane) (1941)
- The Black Cat (1941)
- Paper Bullets (1941)
- The Reluctant Dragon (1941)
- They Met in Bombay (1941)
- Great Guns (1941)
- Cadet Girl (1941)
- Joana de París (Joan of Paris) (1942)
- This Gun for Hire (1942)
- The Glass Key (1942)
- Lucky Jordan (1942)
- Star Spangled Rhythm (1942)
- China (1943)
- And Now Tomorrow (1944)
- Salty O'Rourke (1945)
- Duffy's Tavern (1945)
- Two Years Before the Mast (1946)
- La dàlia blava (The Blue Dahlia) (1946)
- O.S.S. (1946)
- Morena i perillosa (My Favorite Brunette) (1947)
- Calcutta (1947)
- La noia de varietats (Variety Girl) (1947)
- Wild Harvest (1947)
- Saigon (1948)
- Beyond Glory (1948)
- Whispering Smith (1948)
- El gran Gatsby (The Great Gatsby) (1949)
- Chicago Deadline (1949)
- Captain Carey, U.S.A. (1950)
- Marcat a foc (Branded) (1950)
- Appointment with Danger (1951)
- Red Mountain (1951)
- L'amant de ferro (The Iron Mistress) (1952)
- Thunder in the East (1952)
- Botany Bay (1953)
- Desert Legion (1953)
- Arrels profundes (Shane) (1953)
- Paracaigudistes (The Red Beret) (1953)
- Infern sota zero (Hell Below Zero) (1954)
- Saskatchewan (1954)
- El cavaller negre (The Black Knight) (1954)
- Drum Beat (1954)
- The McConnell Story (1955)
- Hell on Frisco Bay (1955)
- Santiago (1956)
- A Cry in the Night (1956) (narrador)
- El gran país (The Big Land) (1957)
- El nen del dofí (Boy on a Dolphin) (1957)
- The Deep Six (1958)
- El rebel orgullós (The Proud Rebel) (1958)
- Arizona, presó federal (The Badlanders) (1958)
- Un home atrapat (The Man in the Net) (1959)
- Guns of the Timberland (1960)
- All the Young Men (1960)
- One Foot in Hell (1960)
- L'espasa del vencedor (Orazi e Curiazi) (1961)
- 13 West Street (1962)
- The Carpetbaggers (1964)

### Papers petits
- Unfinished Rainbows (1940)
- Meat and Romance (1940)
- Blame It on Love (1940)
- American Portrait (1940)
- I Look at You (941)
- Training Film No. A-3: Military Training (1941)
- Letter from a Friend (1943)
- Screen Snapshots: Hollywood in Uniform (1943)
- Skirmish on the Home Front (1944)
- Hollywood Victory Caravan (1945)
- Screen Snapshots: The Skolsky Party (1946)
- Eyes of Hollywood (1949)
- Grantland Rice Sportlight No. R11-10: A Sporting Oasis (1952)